# 非二元性別

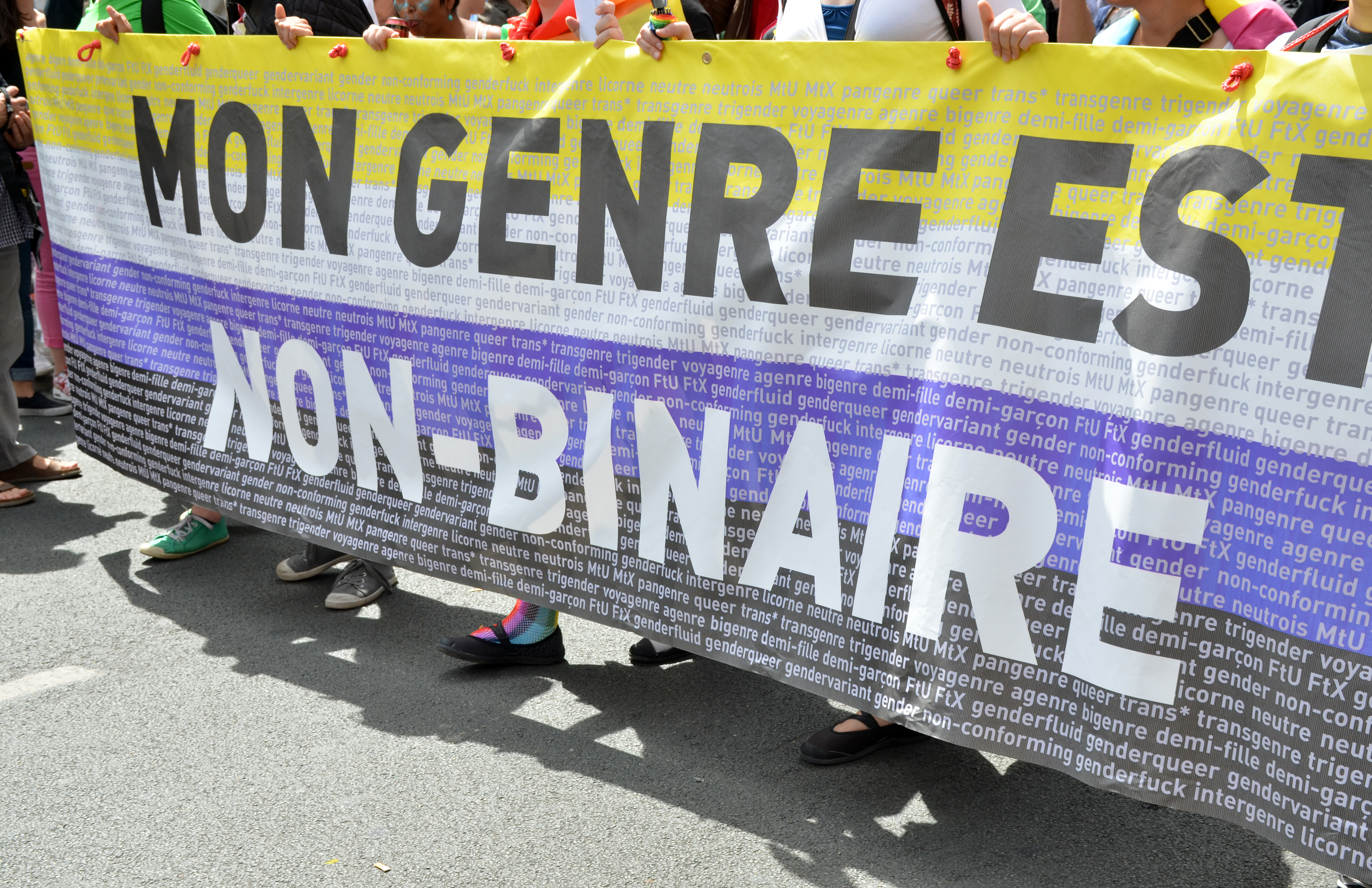
巴黎一场游行中的非二元性别骄傲旗；旗上写着“Mon genre est non-binaire” (“我的性别是非二元”)

非二元性别（英语：Non-binary gender）、性别酷儿（英语：genderqueer）和X性别（日语：Xジェンダー）是处于二元性别以外的性别认同。非二元性别认同可以归于作为伞状术语的跨性别概念之内，因为绝大多数非二元性别人士的性别认同都与其指定性别不同。不过，并非所有非二元性别人士都视自己为跨性别者。
非二元性别者可能介于传统定义上男性和女性表现之间（中性），认同在男女之外的第三性别，认同多于一个性别（双性别、三性别、泛性别），认为自己没有性别（无性别）或在两者或以上的性别认同之间流动（流动性别）。性别认同与性取向或浪漫取向不同；非二元性别人士与顺性别人士一样，也有各种不同的性取向和浪漫取向。非二元性别和双性或间性也不一样；大多数双性或间性人士认同为男性或女性之一。
非二元性别者的性别表现也不尽相同，其中部分人还可能拒绝任何性别认同的标签。一些非二元性别者会和跨性别男性或女性一样，选择通过手术或激素来对其性别不安进行医学治疗。

## 术语
“性别酷儿”（英语：genderqueer）一词起源于上世纪80年代欧美的地下酷儿杂志，是“非二元性别”一词的前身。上世纪90年代，该词在欧美政治活动家中获得了更广泛的使用。社会活动家里奇·威尔钦斯1995年发表在《面对面》（英语：In Your Face）杂志第一期的一篇文章中使用了这个词来描述任何不符合性别常规的人，随后在其1997年的自传中自我认同为性别酷儿。威尔钦斯也是2002年出版的文集《性别酷儿：超越性别二元的声音》（英语：Genderqueer: Voices Beyond the Sexual Binary）的主要撰稿人之一。而互联网的兴起使得该词的传播超过了地下杂志所能及的范围；到2010年代，该词通过公开认同为性别酷儿的名人们被引进了主流视角。
挑战二元社会性别建构的人常常自我认同为性别酷儿:130。此外，性别酷儿一词也被非二元性别者作为伞状术语使用，用于描述任何被视为跨越或偏离传统性别区分的人士，无论其实际性别认同为何。个人可以通过不遵从男女二元类别来表达其社会常规以外的性别。
性别酷儿一词也被用于指性别模糊的人。“双性性格”常被用于描述这一类人:131。但并非所有性别酷儿都认同自己同时拥有双性性格；一部分人可能认同自己为有男性气质的女性，另一部分人则可能认同自己为有女性气质的男性，或是将性别酷儿和别的性别结合起来。非二元性别和双性或间性也不一样；绝大多数双性人士认同自己为男性或女性。部分人可能会使用NB（英语non-binary的缩写）来代指非二元性别。
许多参考文献将性别酷儿和非二元者包含于跨性别之内。这种将跨性别一词作为各种非常规性别的统称的用法最早可以追溯到出版于1992年，由费雷思所撰写的《跨性别解放》一书。1994年非二元性别作家凯特·伯恩斯坦写道：“所有类别的跨性别者都有一个共同之处，即他们都打破了一个或多个性别规则：我们的共同点在于我们每一个人都是性别上的法外之徒。”人权运动基金会和性别光谱组织（英语：Gender Spectrum）使用“性别拓展”（英语：gender-expansive）一词来表达“比性别二元系统更为宽广、灵活的性别认同或表达”。
无性别（英语：agender）者没有性别或性别认同。该类别包括许多不符合传统性别规范的身份，但学者费恩·恩克（Finn Enke）称，认同这些身份的人士并不一定同样自我认同为跨性别者。无性别在2014年2月被添加为社交网站Facebook中50个性别选项之一，并于2014年11月再被添加到约会网站OkCupid上。
双性别（英语：bigender）者有两种性别认同或表达。认同为双性别者通常被理解为其既认同于男性又认同于女性，或是在男性和女性的性别表达之间游走，同时拥有两种不同性别认同，或是在这两种认同之间徘徊。双性别不同于性别流动；性别流动者可能并非仅在两个固定的性别认同之间来回转换，而是随着时间推移经历整个性别光谱的身份认同。美国心理学会将双性别身份包括于跨性别身份之内。一些双性别者会表达两种不同的人格面具。这种人格面具可能是女性、男性、无性，双性或其他性别认同的。而其他双性别者则同时认同于两个性别。1999年，旧金山公共卫生局的一项调查发现，其受访跨性别群体中，3%的出生指定性别为男性和8%的出生指定性别为女性的人士认同自己为“异装癖者、易装者，变装皇后或双性别者”。2016年哈里斯公司代表GLAAD进行的一项调查发现，美国八零后中有1%的人认同为双性别者。三性别（英语：trigender）者则在男性、女性和第三性别之间转换。
半性别（英语：demigender）人群在部分或者大部分上认同于一个性别的同时，也认同于另一个性别。半性别认同有多种下属分类，这些分类与每个人的指定性别无关。例如，半男（英语：demiboy或demiman）者在部分认同于男性的同时，也部分上会认同于其他的性别或是无性别。而半波动性别（英语：demiflux）人群则感到非二元性别是其性别认同中的稳定部分。
泛性别（英语：pangender）者拥有多个性别认同。这其中部分人可能同时认同于所有的性别。
性别流动（英语：genderfluid）者常表示希望能够对其性别认同保持灵活，而非固定认同于单一的定义。他们一生中可能会在不同的性别表达之间波动，或是在其性别表达中同时囊括多个性别的特征。性别流动者也可能认同于双性别、三性别以及泛性别等标签。
女性倾向跨性别（英语：transfeminine）人士囊括所有指定性别为男而性别认同和性别表达大致上为女性的人，不论其性别究竟是二元还是非二元性别。与此相反的男性倾向跨性别（英语：transmasculine）人士则包括所有指定性别为女而性别认同和性别表达大致上为男性的人。
1990年加拿大温尼伯的一次LGBT原住民集会上，双灵（英语：two-spirit）一词被创造出来。该词指所有属于第三性别或非常规性别的北美原住民，以将北美原住民和第一民族跟非原住民区分开来。
英语中Xenogender一词指所有使用超出人类通常的理解的词语来描述的性别认同。这些性别认同通常使用和动物、植物、事物、感官特征等相关的比喻来定义，而不是男性或女性。

## 历史

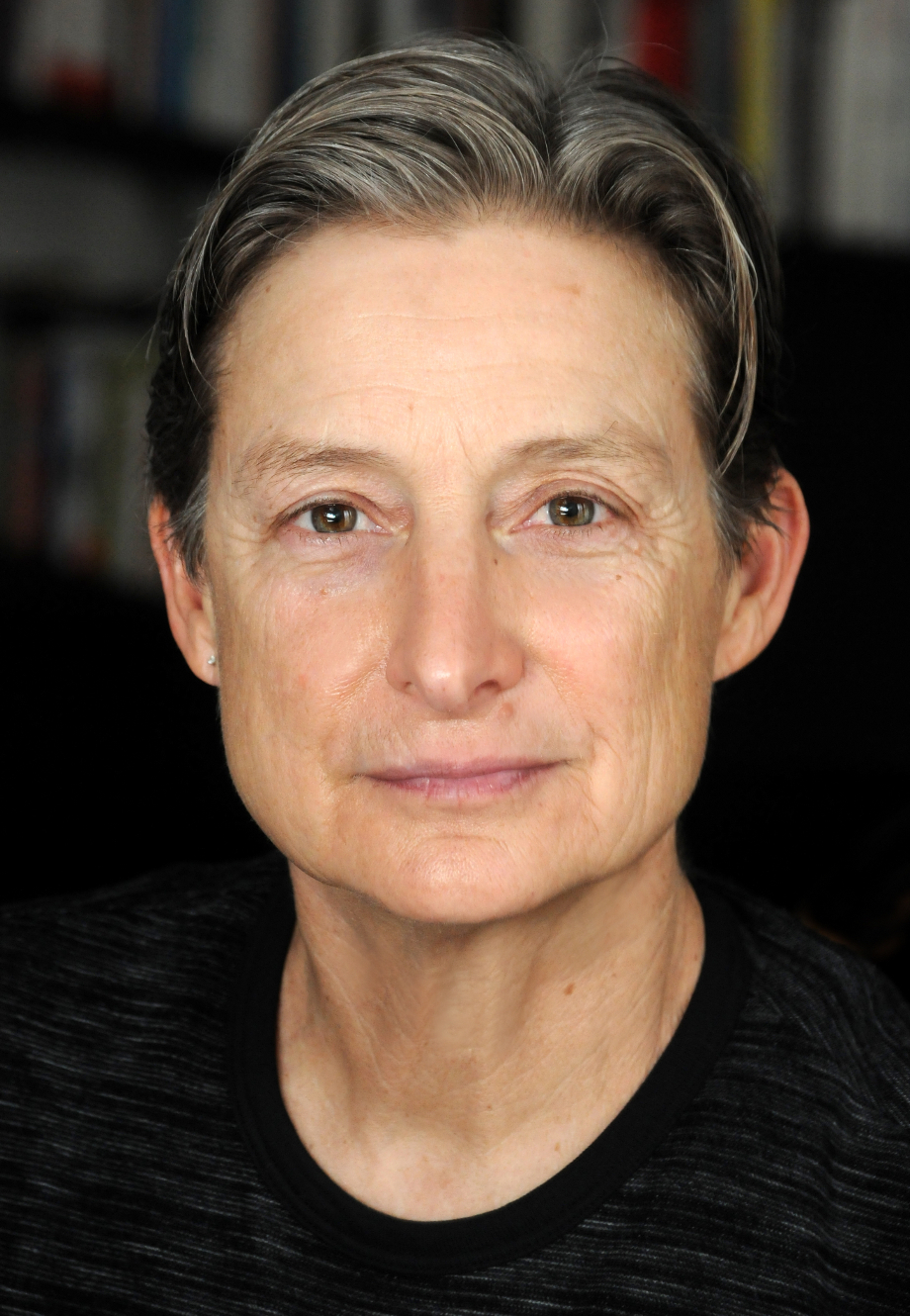
朱迪斯·巴特勒，美国哲学家，于1990年出版《性别惑乱》，并于2019年公开自己为非二元性别者。

尽管非二元性别如今已被纳入到第三性别的概念当中，第三性别认同的历史还是比非二元性别的历史要久。
1776年，美国一位传教士给自己取了名字叫做公共普遍朋友，认同自己为无性别，并在此后避免使用出生时的姓名和性别代词。这是一个美国人公开认同为非二元性别者的早期实例。
1781年，挪威的延斯·安德森（Jens Andersson）在出生时被指定为女性，但他认同为男性。他在与安妮·克里斯廷·莫滕斯多特（Anne Kristine Mortensdotter）在路德教堂结婚后遭到监禁和审判。当他被问及性别时，他回答说：“Hand troer at kunde henhøre til begge Deele”（“他认为他同属两者”）。
1990年，美国性别理论家和哲学家朱迪斯·巴特勒出版著作《性别惑乱》，并在书中对男女二元的自然性和相斥性提出质疑。《性别惑乱》的结论是人们对于性别不断扩大的文化理解与性别的二元对立是相互矛盾的；因此，性别的二元对立是不自然的。巴特勒自2019年开始公开为非二元性别者。巴特勒使用英语中单数they和she人称，但更偏向于前者。
20世纪90年代中期，“性别酷儿”一词随着美国跨性别权益运动家里基·威尔钦斯的运动逐渐浮现。威尔钦斯早在1995年便于一篇反对性别歧视的文章中使用了该词。1997年，威尔钦斯在自传中宣布自己为性别酷儿。威尔钦斯于2002年共同编辑了一部文章合集，名为《性别酷儿：超越性别二元的声音》（GenderQueer: Voices from beyond the Sexual Binary）。
1997年，自闭症权益运动家、国际自闭症网络创办人之一，吉姆·辛克莱公开宣布自己性别中立。辛克莱在1997年北美双性人协会的自我介绍中写道：“不论是身体还是社会方面，我依旧公开、自豪地保持中性“。
在日本，自1990年代后期以来，“X性别”一词就被用于定义男女二元之外的性别。日本较著名的X性别人士有漫画家镰谷悠希和渡濑悠宇。
2015年，加拿大阿尔伯塔省议员埃斯特凡·科尔特斯-巴尔加斯在省议会上一场关于是否要将跨性别者权益纳入阿尔伯塔省人权法典的辩论中，公开出柜为非二元性别者。
2016年，伊丽莎·雷·舒佩成为了第一个在美国官方文件上表明非二元性别的人。

## 性别中立人称代词
部分非二元性别者和性别流动者更倾向于使用性别中立的人称代词。中文书面语的人称代词原本不分性别，直至1920年代，随着白话文运动的发展，语言学家刘半农仿照英语中的女性第三人称单数“she”，创造出了“她”这个词。后来“TA”一词开始作为网络语言被网民作为不分性别的第三人称单数使用，并在网络上获得了广泛传播。另一个方案是将“她”和“他”中的女字旁替换为一个叉，即“X也”。但这两个方案对于大多数中国人来说都还十分陌生，将其推广仍有很大挑战。
英语中单数they是非二元性别者最常用的人称代词。另外，诸如xe、ze、sie、co以及ey等也时有使用。也有一部分非二元性别者选择使用传统的二元性别代词“he”和“she”，或只是用其姓名而避免使用任何代词。许多人还使用如Mx.这类性别中立的礼称。

## 法律承认
由于许多机构和身份证明（如身份证和护照）只接受用二元性别登记，许多非二元性别者在日常生活中使用他们出生时被赋予的性别来处理事务。但随着世界各地非二元性别身份被越来越多的人接受以及社会认可度的提高，越来越多的政府和机构开始承认和允许非二元身份，这种情况正被慢慢改善。
多个国家在法律上承认非二元或第三性别分类。一些非西方国家早已将跨性别人群归为第三性别，但这可能不包括（或是最近才包括）正式的法律认可。澳大利亚可能是西方社会第一个在法律上承认“男性”和“女性”之外的分类；澳大利亚双性人亚历克斯·麦克法兰于2003年成为了已知第一名得到了有“X”性别标记的护照的人。继2003年承认双性人后，跨性别权益运动人士诺里·梅-韦尔比为使政府承认其合法性别为“非特定”，对新南威尔士州政府出生、死亡和婚姻登记处采取了法律行动；澳大利亚法律最终在2010年至2014年之间给予非二元性别者更广泛的法律承认。而在印度，随着跨性别权益运动人士拉克西米·纳拉扬·特里帕蒂的法律行动，印度最高法院于2014年正式承认跨性别者和非二元性别者为独特的第三性别。2021年7月，阿根廷将非二元性别纳入其全国身份证，成为南美洲第一个在其所有官方文件上法律承认非二元性别的国家；该国非二元性别者将可以在其身份证件中用字母“X”标识其性别。
美国联邦政府不承认非二元性别，但每个州法律不同，对非二元性别的认可程度也不一样。2016年，俄勒冈州成为美国全国第一个认可非二元性别的州。2017年，加利福尼亚州通过了一项允许公民在官方文件上标识其性别为非二元的法案。截止2020年9月，美国15个州和华盛顿特区允许在部分身份证件上标识非二元性别。反对在美国纳入第三性别标识的论据之一是这会使得执法部门和政府监视更加困难，但目前尚未由任何一个已经正式承认第三性别标识的国家报告这一问题。美国并没有明确的法律来保护非二元性别者免受歧视，但根据1964年《民权法案》第七章，无论是雇主要求雇员必须符合性别刻板印象，还是雇主因雇员是跨性别者而解雇对方，两者都是违法的。
中国目前不承认第三性别。2017年一份对544名性别酷儿的调查中，超过66%的性别酷儿希望拥有第三性别身份证，其对符合自己性别的身份证件的需求是四个受访类别（跨性别男性、跨性别女性、性别酷儿、易装者）中最高的。

## 歧视
纵观历史，许多国家都将跨性别和非二元性别认同定为犯罪。
美国全国跨性别歧视调查的大多数受访者选择了“未在此处列出的性别”。选择了“未在此处列出”的受访者因担心歧视而放弃医疗的可能性是36%，比平均样本的27%要高出9%。这部分人中90%的人还表示称在工作中经历过反跨性别的偏见，且有43%的人称其曾试图自杀。
中国2017年北京同志组织一份调查显示，544名性别酷儿受访者中，31%的人曾有过自杀想法，17%的人有过自残行为，7%的人曾尝试自杀。
非二元性别人士面临的歧视包括他人的无视、怀疑、居高临下的态度和不尊重。非二元性别者还常被认为其仅仅是在追赶潮流，其性别认同并非真实，或仅仅是其寻求关注的一种手段。这种抹杀行为是非二元性别者常要面对的一种歧视类型。
无论对方有意还是无意，性别错称也是许多人要面对的问题。跨性别恐惧是故意性别错称的驱动因素。此外，非二元人称或性别中立人称的使用还时有被归入更广泛的对于安全空间和政治正确的争议性讨论，引起一些人的反对和故意性别错称。
非二元性别和跨性别者在参与体育运动时也面临着歧视。非二元性别运动员参与体育运动面临的最直接的障碍即大多数体育比赛都分为男子和女子组别。

## 符号与活动

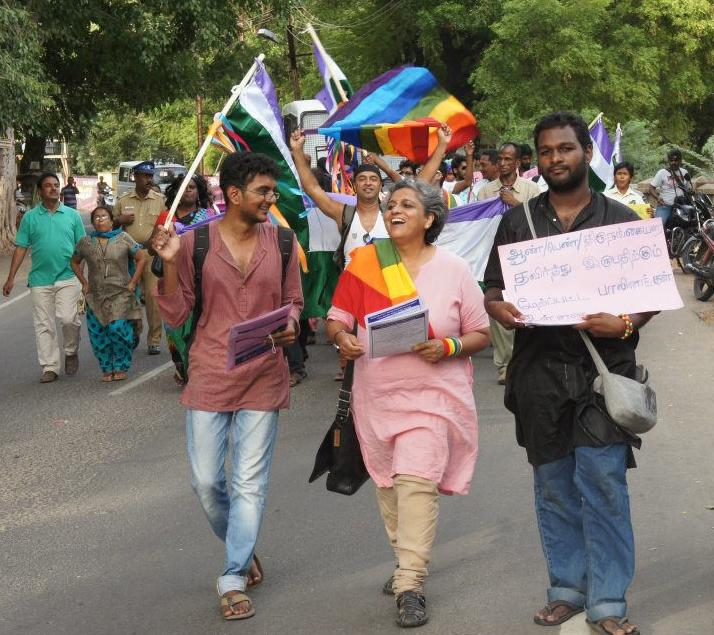
安贾利·戈帕兰和戈皮·香卡·马杜赖在印度马杜赖市举着彩虹旗和性别酷儿旗为亚洲首个性别酷儿骄傲游行揭幕。

非二元和性别酷儿社群已有许多旗帜来代表各种身份。性别酷儿骄傲旗于2011年由玛丽莲·罗茜（Marilyn Roxie）设计；其中薰衣草色代表双性性格或酷儿身份，白色代表无性别身份，绿色则代表性别身份超越了二元限制的人。非二元骄傲旗于2014年由凯·罗文（Kye Rowan）所设计；该旗中黄色代表性别处于二元之外的人，紫色代表性别属于男女混合或在男女之间的人，黑色代表无性别者，而白色则代表了拥抱多个性别或所有性别的人。
归属于性别酷儿内的性别流动者也有他们自己的旗帜。粉色代表女性气质，白色代表没有性别，紫色代表性别的混合或双型性格，黑色代表其他所有性别，蓝色则代表男性气质。
有时也认同为性别酷儿的无性别者也有其独特的旗帜。无性别骄傲旗使用黑色和白色横条来代表性别不存在，并用一道绿色横条来代表非二元性别。
国际非二元性别日设在每年的7月14号。非二元相关的其他节日还包括每年3月31号的国际跨性别现身日和每年5月17号的国际不再恐同日。
- 跨性別驕傲旗，白色的部分代表非二元人士[110][111]
- 無性別驕傲旗
- 流體性別驕傲旗
- 性別酷兒驕傲旗
- 非二元驕傲旗
- 双性别骄傲旗
- 非二元性別符號

## 人口数据

### 巴西
2021年一份发表于《科学报告》期刊的调查发现1.19%的巴西成年人是非二元性别者。

### 加拿大
2022年4月，加拿大统计局发表2021年加拿大人口普查结果，发现41,355名年龄在15岁或以上的加拿大人是非二元性别者。
2019年安大略省哈密尔顿市一份对双灵和LGBTQ+人群的调查显示906名受访者中19%的人认同为非二元性别者。
2017年一份对加拿大LGBT+人群的调查发现1,897名受访者中有4%的人认同自己为非二元跨性别者，另有1%的人认同自己为非二元性别者但不是跨性别者。

### 瑞士
2021年一份调查显示瑞士0.4%的成年人认同自己为非二元性别者。这份对2,690名瑞士居民的调查经过了加权处理，以反应全国人口的真实情况。

### 英国
英国平等和人权委员会2011年一份调查发现10,039名受访者中，0.4%的人认同自己为非二元性别者。因为调查样本并不一定具有代表性，所以该调查并不能用于推论英国全国人口中非二元性别者的比例。该调查的目的是测试受访者是否愿意回答关乎其跨性别身份的问题。

### 美国
根据威廉姆斯研究所2021年一份研究估计，大约120万年龄在18到60岁之间的美国人认同自己为非二元性别者，也就是该年龄段LGBTQ人口的11%。
2020年崔佛生命线一份调查发现美国LGBTQ年轻人（年龄在13到24岁之间）中26%的人认同自己为非二元性别者。
2015年一份在线匿名调查显示，近28,000名跨性别受访者中，35%的人认同自己为非二元性别者。

## 非二元性别名人

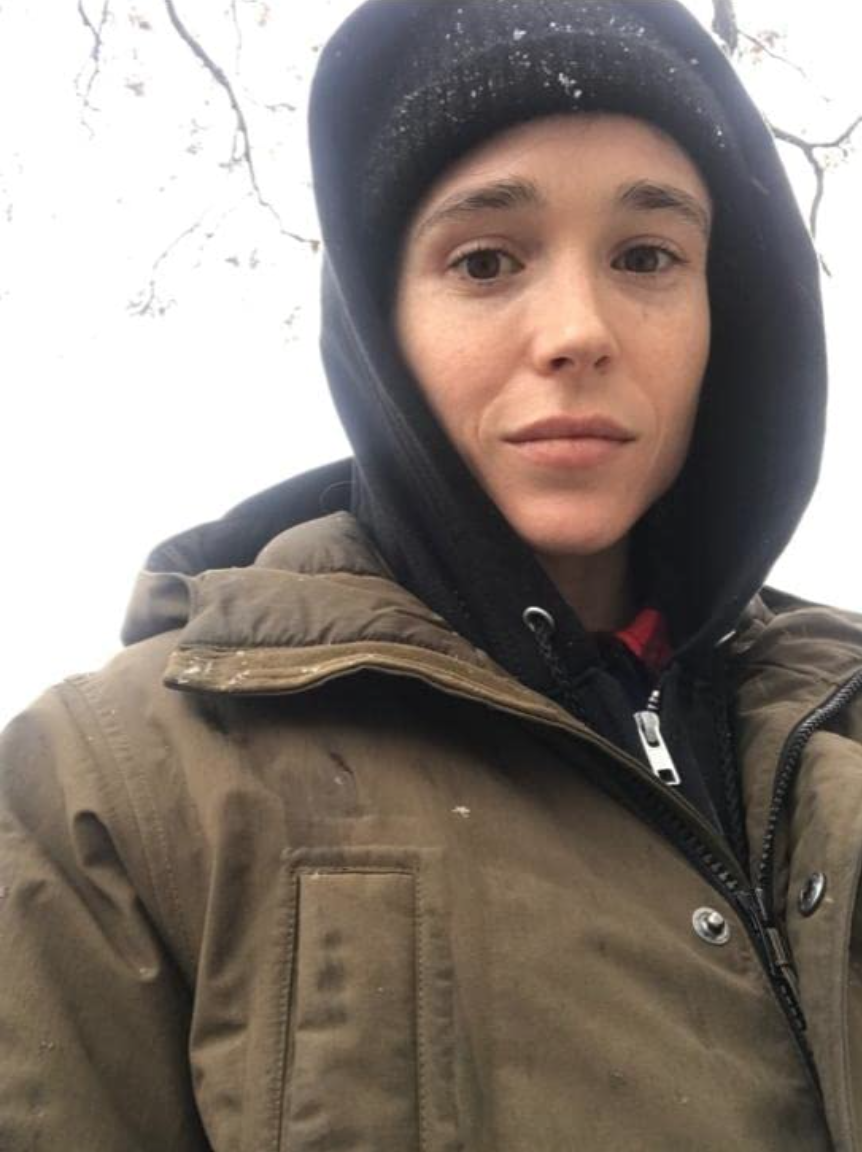
艾略特·佩吉，加拿大演员，出演了2007年电影和电视剧《雨伞学院》；他同时是跨性别男性和非二元性别者[124][125]。
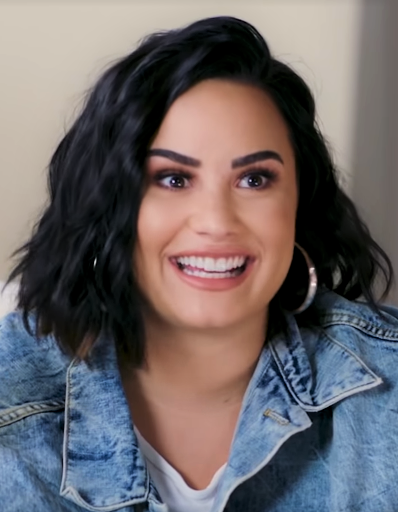
黛咪·洛瓦托，美国歌手、词曲作家。洛瓦托于2021年出柜为非二元性别者[126][127]。
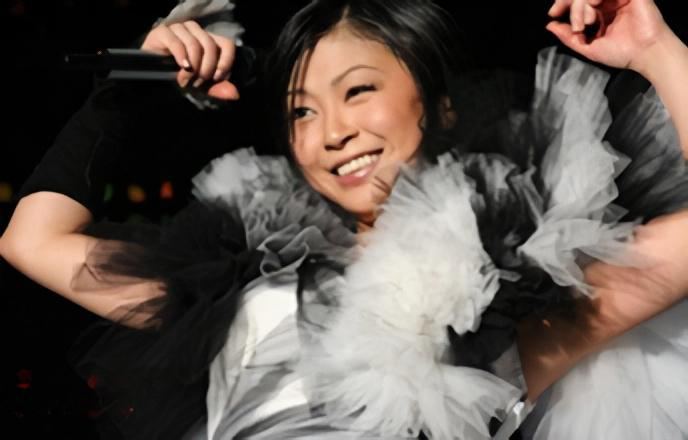
宇多田光，日裔美籍创作歌手兼制作人，于2021年出柜为非二元性别者[128][129]。
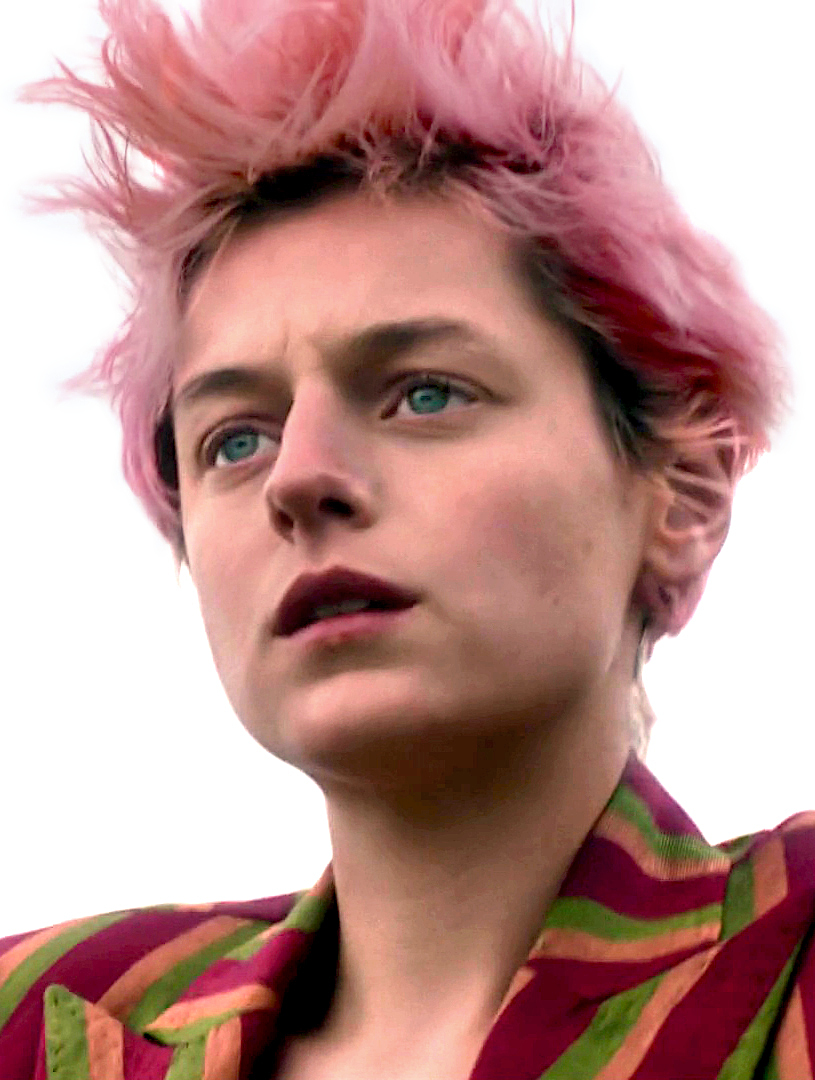
艾玛·科林，英国演员，出演Netflix剧集《王冠》并赢得一个金球奖。
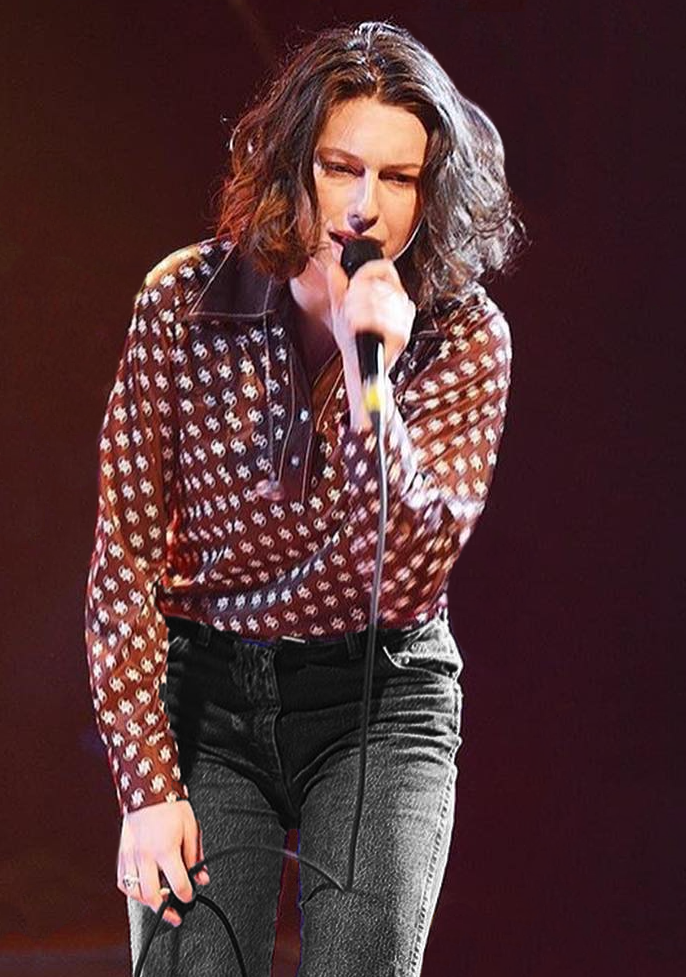
King Princess（英语：King Princess），美国歌手。
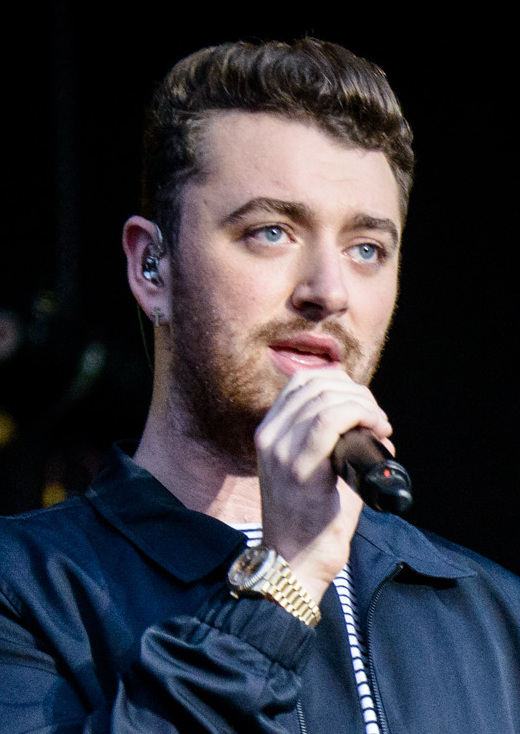
山姆·史密斯，英国歌手和词曲作家。
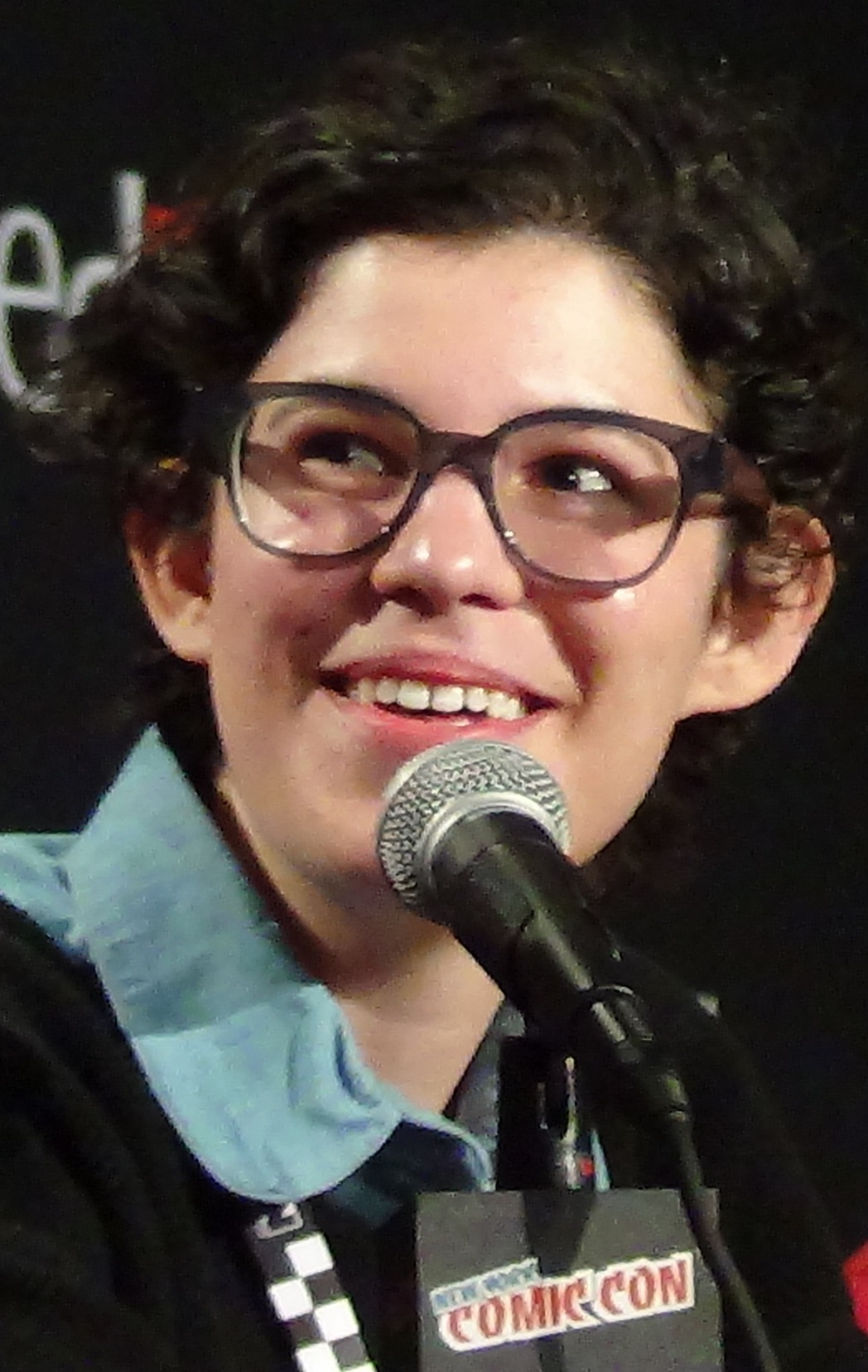
丽贝卡·舒格，美国动画片原创人。

## 注脚
1. ↑  在英文中也可拼作“nonbinary”。另有“enby”一词，取自缩写“NB”的读音[1]。